# Ruud Janssen
Ruud Janssen (Tilburg, 29 de juliol de 1959) és un artista neerlandès de Fluxus i art postal originari de Breda als Països Baixos.

## Biografia
Ruud Janssen va estudiar física i matemàtiques. La seva activitat amb el Mail Art va començar el 1980 i va realitzar diversos projectes internacionals.
Des de 1994 fins a 2001 ha mantingut contactes amb Fluxus i Mail Art per diversos mitjans de comunicació; els resultats han estat publicats en llibres i internet des de 1996.
En els últims anys s'ha centrat més en la Pintura acrílica i correspondència individual. Manté actualitzada la seva pàgina amb els últims treballs. Janssen publica articles, revistes i butlletins sota l'el seu editorial TAM-Publications i participa en projectes internacionals d'Art correu, col·laboracions i exposicions.
Va fundar IUOMA (International Union of Mail-Artists) el 1988 i també és el comissari de TAM-Rubberstamp Arxive, el resultat d'una col·lecció de Mail Art que ha acumulat des de 1983 al 2004. L'arxiu té pintures, segells, revistes i literatura.
El 1994 va començar una sèrie d'entrevistes anomenades Mail-interviews que s'han publicat a butlletins i a internet. Les entrevistes consisteixen a enviar preguntes en un específic mitjà de comunicació i l'entrevistat tria el seu propi mitjà de resposta. Aquest fet fa que el factor temps estigui relacionat en cadascuna de les entrevistes.
Algunes de les persones entrevistades han estat: Ray Johnson, Dick Higgins, Ken Friedmann, Anna Banana, Mark Bloch, Patrícia Tavenner, Michael Leigh i Guy Bleus.
El 2003 Ruud Janssen va fundar amb Litsa Spathi el Fluxus Heidelberg Center mitjançant el qual han construït una col·lecció de material Fluxus on també publiquen els seus propis treballs.